# Sidi El Abed
Sidi El Abed  (in arabo سيدي العابد‎?) è un centro abitato e comune rurale del Marocco situato nella provincia di Taounate, regione di Fès-Meknès. Conta una popolazione di 12 505 abitanti (censimento 2014).